# 실복
실복(悉伏)은 보덕국(報德國)의 인물로 보덕국의 장군 대문이 신라에 대항하다 패배해 죽자 이를 계기로 보덕성에서 반란을 일으킨 인물이다. 하지만 대문이 죽은 이후로 실복이 별개의 인물로서 반란을 주도했다는 확실한 기록이 없어서 혹은 보덕국왕 안승의 조카이자 보덕국의 장군 대문과 동일인물일 가능성이 있다.

## 활동
신문왕대에 신라는 귀족세력을 억누르고 전국을 군현으로 편성한 일원적인 중앙집권체제를 강화해나갔다. 그 일환으로 683년 10월 괴뢰국이었던 보덕왕을 수도로 불러 신라의 소판(蘇判) 관등을 부여하고 김씨성을 내리고 집과 토지를 주며 수도에 거주하게 하였다. 즉 금마저에 있는 보덕국과 격리시켰다.
이러한 조처에 대한 불만으로 684년 11월 보덕왕 안승의 친족인 장군 대문(大文)이 모반을 기도하다 처형되니, 이를 계기로 보덕국민들이 반란을 일으켰다. 이 때 격렬한 전투가 벌어져 토벌군인 신라 장군 핍실(逼實)·김영윤(金令胤) 등이 전사하였다.

## 기타
대문(大文)이 실복(悉伏)과 동일인물이라는 설이 있다.

삼국사기 신라본기 권8 신문왕편에서는 주석에 실복(悉伏)을 대문(大文)의 이칭으로 소개하고 있는데 이를 대문과 실복이 같은 인물이면 이름 바로 뒤에 혹운(或云) 또는 일운(一云) 같은 주석이 바로 달려야는데 삼국사기 신라본기 권8 신문왕편 기사 끝에 달린 협주에 실렸다는 이유로 다른 이름으로 보는 견해가 있으나 같은 인물의 다른 이름을 소개할 때 쓰는 표현인 혹운(或云)이라 서술하고 있기 때문에 같은 인물의 다른 이름을 표기한 것이 맞다. 이는 고구려어 훈독으로 읽으면 둘 다 훈독 발음이 일치하는 것으로 보인다.

해당 기사에서는 대문이 죽은 이후로 남은 고구려인들이 반란을 일으켰는데 실복이라는 이름이 등장하지 않는다. 삼국사기 열전47 제7 김영윤전에선 대문의 이름이 실복으로만 기록되어있다.

## 관련인물
- 안승
- 고구려 부흥운동
- 대문
- 보덕국